# Yuna Ito
Yuna Ito (伊藤由奈) (Los Angeles (Californië), 20 september 1983) is een Amerikaanse zangeres die actief is in de Japanse muziekindustrie. Ze is van Japanse en Koreaanse afkomst, en is vrijwel volledig opgegroeid op het eiland Hawaï. Ze kan zowel vloeiend in het Japans als in het Engels spreken en zingen.
Ze werd beroemd door haar rol als Reira in de verfilming van de beroemde Japanse manga NANA en door het nummer dat ze ervoor zong genaamd Endless Story.

## Discografie

### Albums
- [2007.01.24] HEART #1

### Single
- [2005.09.07] ENDLESS STORY (Yuna Ito als Reira) #2
- [2006.03.01] Faith / Pureyes #6
- [2006.05.03] Precious #3
- [2006.08.09] stuck on you #20
- [2006.09.06] losin' #19
- [2006.12.06] Truth (Yuna Ito als Reira) #10
- [2007.03.14] I'm Here #15
- [2007.06.27] Mahaloha #5 (Yuna Ito samen met Micro van Def Tech)
- [2007.10.24] Urban Mermaid #10
- [2008.01.16] A World To Believe In (Yuna Ito x Céline Dion)

### Compilatie/Overige
- [2005.09.28] NANA Soundtrack (#16 ENDLESS STORY (SOUNDTRACK VERSION))
- [2006.03.01] The Japan Gold Disc Award 2006 (#12 ENDLESS STORY)
- [2007.09.26] TRIBUTE TO CELINE DION (セリーヌ・ディオン・トリビュート) (#1 MY HEART WILL GO ON)

## Filmografie
- [2005] NANA als Serizawa Reira
- [2006] NANA 2 als Serizawa Reira

- International Standard Name Identifier: 0000 0004 0711 2451
- Library of Congress Control Number: no2015106165
- MusicBrainz: 4dbe211d-c208-41e3-9810-ab17149412e0
- Virtual International Authority File: 317285063
- WorldCat: E39PBJcR4YypPBhQjKxg4DCfbd